# Stephan Bonnar
Stephan Patrick Bonnar, född 4 april 1977 i Hammond, Indiana, 
död 22 december 2022, var en amerikansk MMA-utövare som tävlade i organisationen Bellator MMA. Han tävlade i Ultimate Fighting Championship 2005–2012 och blev 2013 invald i UFC Hall of Fame.